# Битка на Куликовом пољу
Битка на Куликовом пољу је једна од најзначајнијих битка у московитској историји, која се збила 8. септембра 1380. против монголске Златне хорде.
Поприште битке је било Куликово поље (данас Тулска област у Русији), поред реке Дон, где је након победе руски кнез Дмитриј Иванович добио надимак „Донски”.

## Позадина битке
Након освајања Москве, у 13. веку под каном Батујем, Велика московска кнежевина је била поданик Златне хорде којој је плаћала данак, али су руски кнежеви већ једно време тежили ка осамостаљењу од Татара. Године 1370. на чело Златне хорде долази Мамај, који је за утврђивање својег положаја између ривала 1378. на Москву послао свог заповедника Мурзу Бегича, да присили московског кнеза Димитрија Ивановича на послушност али је татарска војска поражена у бици на реци Вожи где је пао и сам татарски војсковођа Мурзу Бегич.
Две године касније на Москву је кренуо и сам Мамај. Пре упада на руске територије склопио је савезништво са великим литванским кнезом и пољским краљем Владиславом II Јагелом и руским рјазањским кнезом Олегом, иначе великим противником кнеза Димитрија. Видевши надолазећу инвазију кнез Дмитриј је подигао војску и савезнике од града Коломна. Благослов пред битку је дао је свети Сергиј Радоњешки у Тројице-Сергијевој лаври у Сергијевом Посаду. Знајући да долазе литванска и рјазањска војска одлучио је одмах да нападне Татаре, пре него што се уједине. Тако су се 8. септембра 1380. на Дону сусреле руске и татарске чете.

## Битка
Ујутро 8. септембра Куликово поље прекривала је магла. Видљивост се побољшала у 11 сати ујутро када су армије пошле једна на другу.
Битка је започела дуелом двају најбољих војника, руског шампиона Александра Пересвета, калуђера из Сергијеве лавре којег је послао сам свети Сергеј Радоњешки, и Темир-мурза, на страни Татара. Оба војника су погинула већ у првом налету, само што је руски коњаник умро у седлу.
У наставку битке Дмитриј Донски је заменио свој оклоп са бојаром Михаилом Бреноком, тако да се представљао као обичан витез. Татари су Михаила Бренока у најезди убили, мислећи да је реч о Димитрију Донском, који је бој завршио рањен тако да се због умора и дехидрације након истог онесвестио. После трочасовне борбе и након великих жртава Руси су победили битку бочним нападом коњице кнеза Владимира Храброг, принца Серпукова и Димитријевог братића. Тај напад је предводио Дмитриј Боброк, принц Волиније.

## Последице
Татарски вођа Мамај је побегао према Криму, где су га убили завереници. Мамаја је наследио кан Токтамиш, који је опседао Москву две године након битке на Куликовом пољу – 1382.
Куликовска битка је била прекретница у руској историји, јер су се након дуго времена ујединила скоро сва руска књажевства (23 руске кнежевине су учествовале у овој бици) и то под знамењима православног хришћанства, благословени од стране преподобног Сергија Радоњешког.